# Chémery-les-Deux
Chémery-les-Deux é uma comuna francesa na região administrativa de Grande Leste, no departamento de Mosela. Estende-se por uma área de 10,03 km². Em 2010 a comuna tinha 585 habitantes (densidade: 58,3 hab./km²).